# Resolució 26 del Consell de Seguretat de les Nacions Unides
La Resolució 26 del Consell de Seguretat de les Nacions Unides, aprovada per unanimitat el 4 de juny de 1947, va modificar les normatives de procediments del Consell de Seguretat, de manera que quan el Consell estigués votant per cobrir un lloc en la Cort Internacional de Justícia, la votació continués el temps que calgués fins que un candidat obtingués la majoria absoluta dels vots.